# Ubud

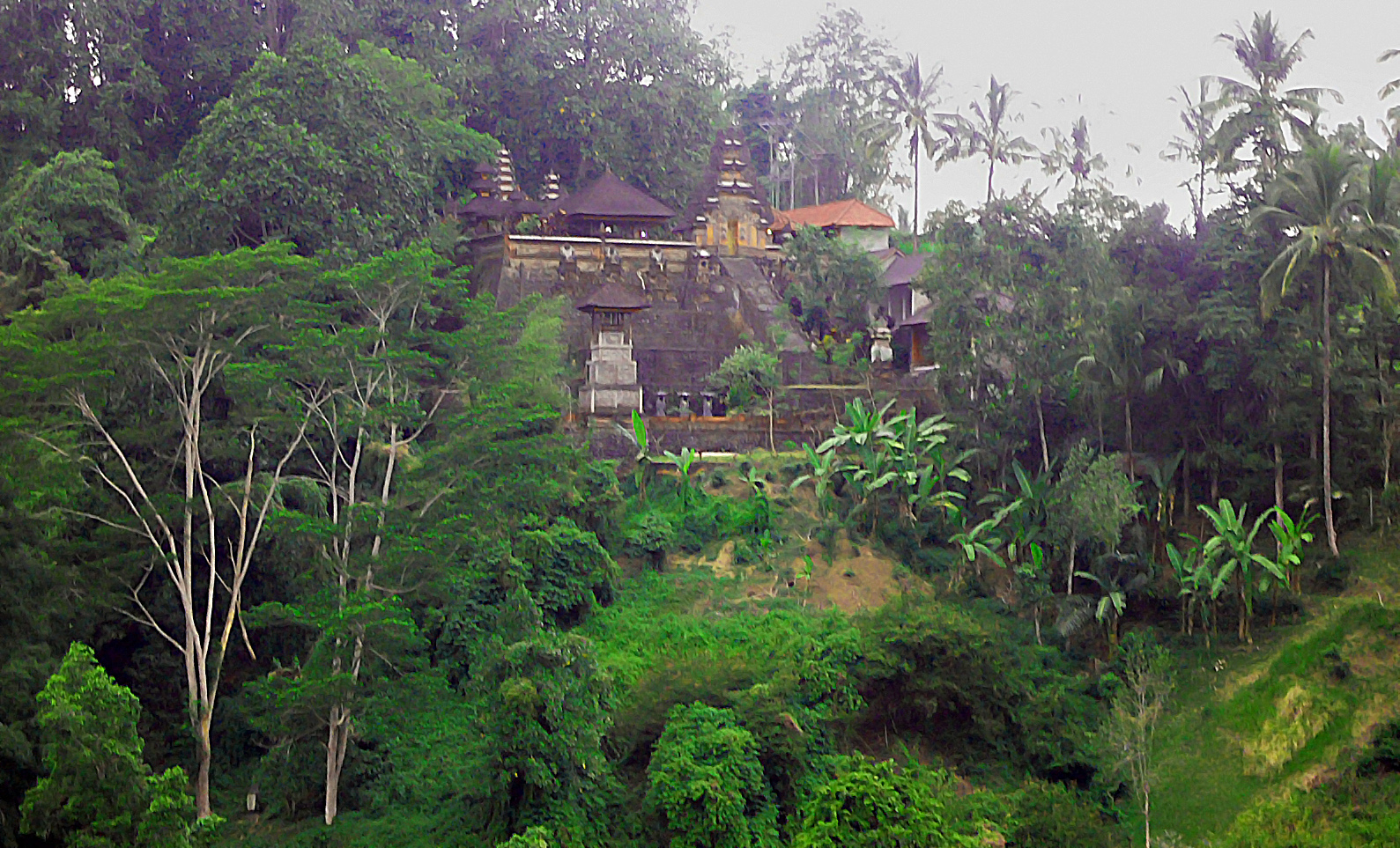
Templo hindú en Ubud.

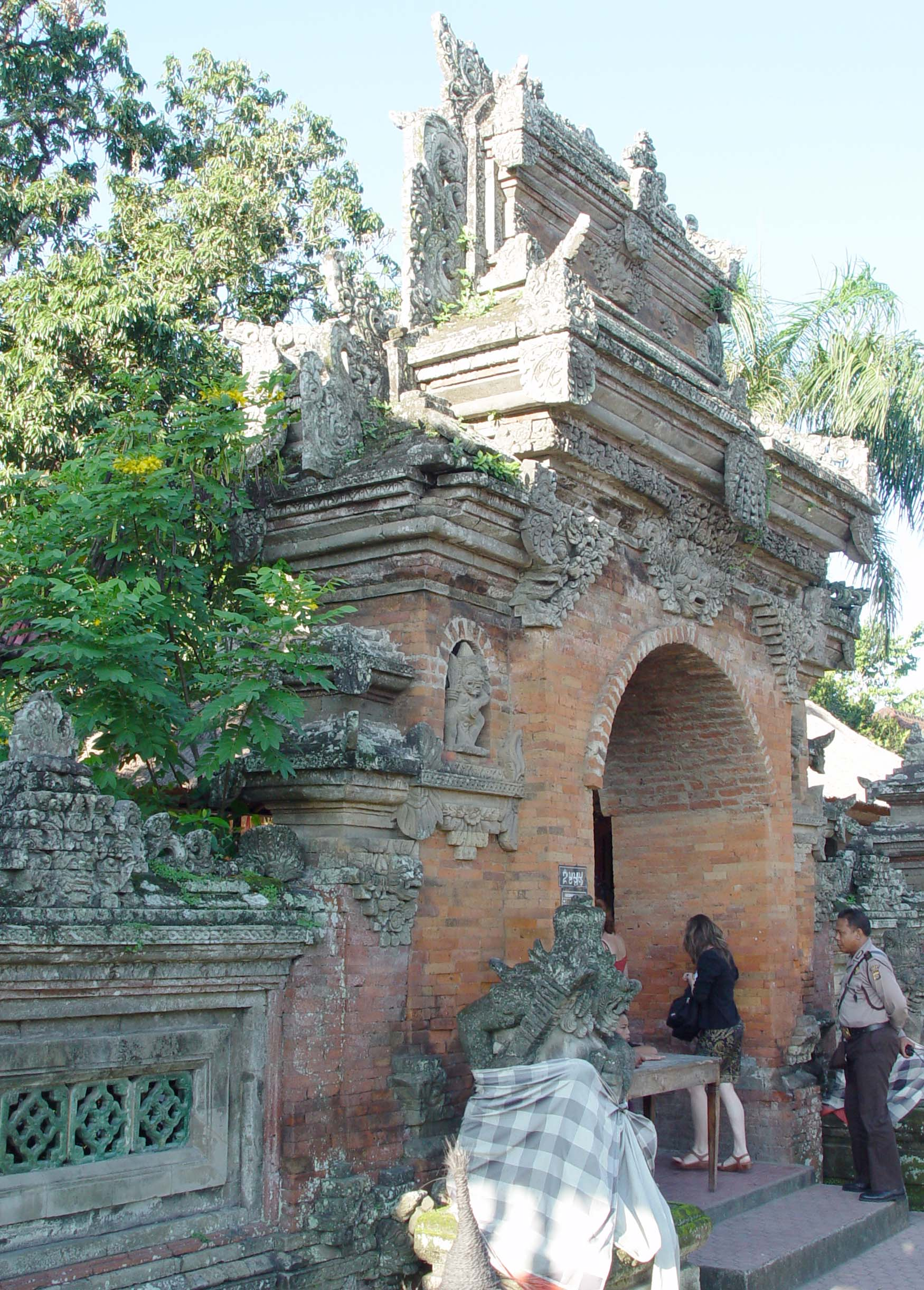
Entrada al palacio de Ubud.

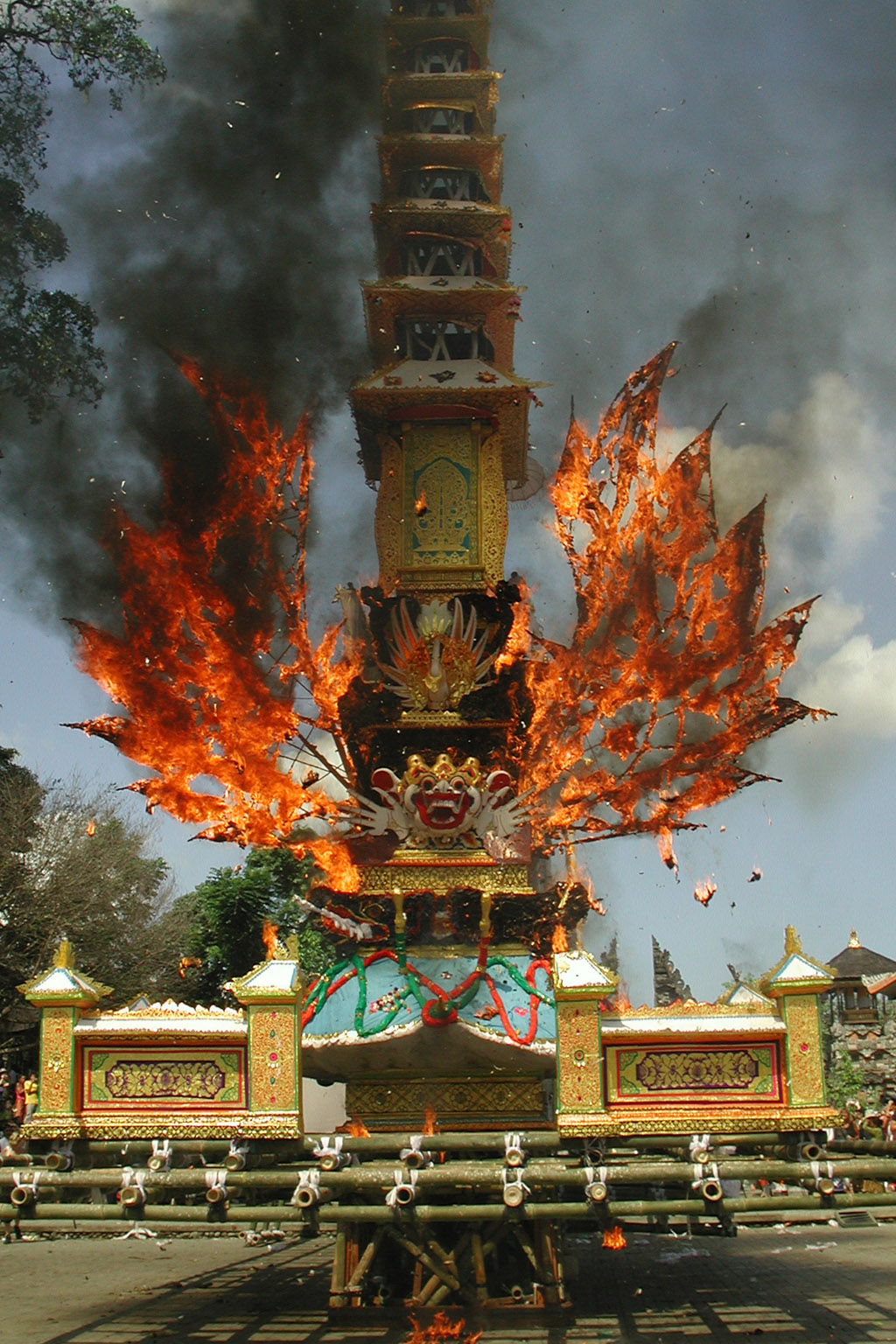
Una cremación en Ubud.

Ubud (balinés: ᬳᬸᬩᬸᬤ᭄) es un pueblo en la isla indonesa de Bali, en el distrito de Ubud. Es uno de los principales centros artísticos y culturales de Bali (que a su vez es un centro artístico y cultural de Indonesia) y como consecuencia ha desarrollado una importante industria turística. Ubud tiene una población de aproximadamente 74,320 personas, más una constante pero fluctuante población de turistas. Recientemente se ha vuelto difícil distinguir el pueblo de las aldeas que lo rodean. El área que rodea al pueblo está compuesta por pequeños campos, terrazas de arroz y bosque.

## Historia
Una leyenda del siglo VIII cuenta que un sacerdote de Java, Rsi Markedya, meditaba en la confluencia de dos ríos (un lugar auspicioso para los hindúes) en la localidad de Campuan, en Ubud. Allí encontró el templo de Ganung Lebah, que todavía es un lugar de peregrinaje. Originalmente, el pueblo fue importante como fuente de hierbas medicinales y plantas. Ubud debe su nombre a la palabra balinesa ubad, que significa «medicina».
Siempre ha habido vínculos entre Java y Bali, pero estos se desintegraron cuando el otrora poderoso reino Mayapajit en el siglo XV llevó a cabo un éxodo masivo de nobles a Bali. En consecuencia, se fundó un nuevo reino en la costa este de la isla llamado reino de Gelgel que brindó protección a muchas familias gobernantes importantes. Trajeron con ellos una herencia artística y los principios del sistema de castas.
En el siglo XVII, Bali experimentó un rápido surgimiento de nuevos reinos, incluido el establecimiento de varias casas reales en Ubud. Sin embargo, este período también vio muchos conflictos entre los clanes reales, con la supremacía como objetivo final. Un príncipe de Klungkung fue enviado a construir un palacio en Sukawati como centro de gran poder y belleza estética. Los artesanos llegaron de todas partes de Bali para ayudar con la construcción y, una vez finalizada, muchos de ellos optaron por quedarse. Hoy, Sukawati es una comunidad que apoya firmemente todas las formas de arte, así como la danza y la música.
Con el establecimiento exitoso de una autoridad gobernante en Sukawati, se enviaron vasallos de la corte a fines del siglo XVIII para asegurar el área de Ubud. Los primos del rey formaron comunidades rivales en Padang Tegal y más al norte en el área de Taman. Tras los enfrentamientos posteriores entre los pueblos vecinos, el rey Sukawati envió a sus hermanos, Tjokorde Ngurah Tabanan a Peliatan y Tjokorde Tangkeban a Sambahan para construir un palacio con la idea de controlar estas áreas conflictivas.
A pesar del comienzo de la lucha feudal entre los reinos de Peliatan y Mengwi, los dos superaron sus diferencias después de una batalla que supuestamente involucró poderes mágicos. Después, el pueblo Mengwi se mudó para ayudar a establecerse en Ubud y durante el siglo XIX toda la zona comenzó a desarrollarse con una abundante oferta de arroz y una economía en auge.
A mediados del siglo XIX apareció un sentimiento anti-holandés en el gobierno y el conflicto se intensificó. Mengwi sufrió una fuerte derrota y toda la tierra se dividió entre los vencedores. Algunas de las batallas que tuvieron lugar en realidad fueron instigadas por los holandeses y en ese momento no era raro ver a gobiernos opuestos formando repentinamente alianzas. A finales del siglo XIX, Ubud devino en la sede de señores feudales aliados con el rey de Gianyar, que en cierto momento fue el más poderoso de los estados del sur de Bali. Los señores feudales eran miembros de la familia satriya de Sukawati, y fueron patrones importantes de la creciente fama artística del pueblo.
El gobierno colonial holandés decidió interferir en la política de la isla a principios del siglo XX. Bajo el liderazgo de Tjokorde Gede Raka Sukawati, Ubud pasó a ser una subrregencia (subkabupaten) y luego, en 1981, se convirtió en un distrito que asumió la administración de 13 distritos y 7 pueblos tradicionales. El kecamatan de Ubud, actualmente, incluye todas las regiones dentro de los límites de Tegallalang, Peliatan, Mas y Kedewatan.
El turismo en Bali se desarrolló luego de la llegada de Walter Spies en 1927, un pintor y músico nacido en Rusia pero de etnia alemana. Spies y dos pintores extranjeros, Willem Hofker y Rudolf Bonnet, invitaron celebridades incluyendo a Charlie Chaplin, Noël Coward, Barbara Hutton, H. G. Wells, Vicki Baum y Miguel Covarrubias. Trajeron también a muchos de los mejores artistas de toda la isla para que enseñaran y entrenaran a los locales, ayudando así a que Ubud se convirtiera en el centro cultural de Bali.
Una nueva ola creativa vino en los años sesenta, con el despertar del pintor danés Arie Smit (1916-) y el desarrollo del Movimiento de Jóvenes Artistas. Hoy hay varios museos en Ubud, incluyendo el museo Puri Lukisan, el museo Neka, el museo de arte Agung Rai, y el museo Blanco Renaissance. El crecimiento del turismo en Bali desde los años sesenta ha tenido mucho impacto sobre el pueblo, que sin embargo permanece como un centro de desarrollo artístico.

## Turismo

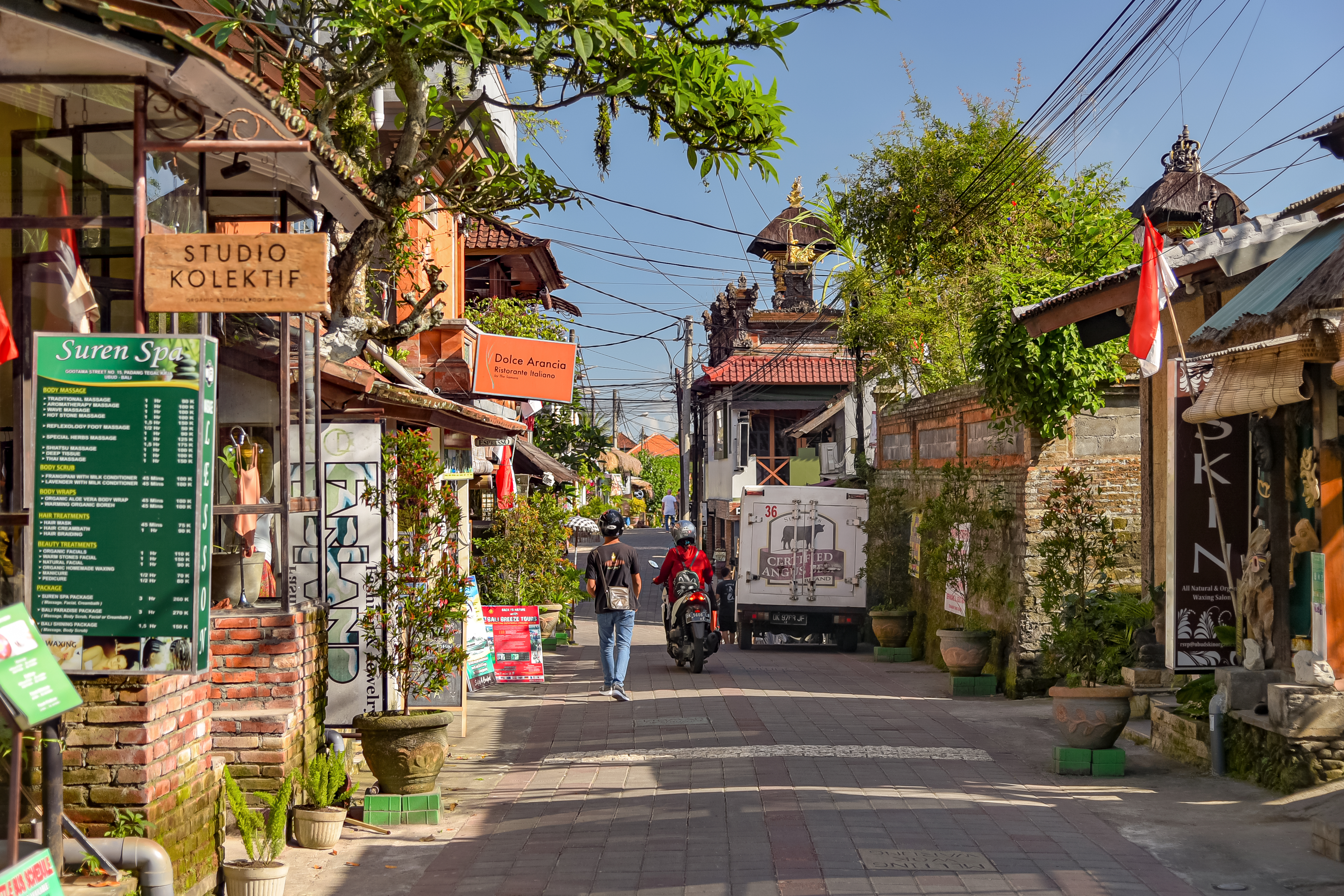
Calle en Ubud

La calle principal de Ubud es Jalan Raya Ubud (Jalan Raya significa «calle principal»), que atraviesa el centro del pueblo de este a oeste. Dos calles largas, Jalan Monkey Forest y Jalan Hanoman, se extienden hacia el sur de la calle principal. En la intersección de la calle principal y Jalan Monkey Forest está el palacio Puri Saren Agung, que fue ocupado por Tjokorda Gede Agung Sukawati (1910-1978), el último rey de Ubud. Hoy lo ocupan sus descendientes, y su jardín se utiliza para danzas. También fue uno de los primeros hoteles de Ubud, en funcionamiento desde los años treinta.
El bosque de monos de Ubud es una reserva natural sagrada ubicada en el extremo sur de la calle Monkey Forest. Contiene un templo y cientos de monos (Macaca fascicularis). El turismo de Ubud se enfoca en la cultura, el yoga y la naturaleza. A diferencia de las principales zonas turísticas del sur de Bali, la zona de Ubud tiene bosques, ríos, temperaturas más frescas y menos tráfico (aunque el tráfico ha aumentado drásticamente en el siglo XXI). En Ubud y sus alrededores hay pequeños hoteles estilo boutique que ofrecen servicios de hidroterapia y caminatas por las montañas cercanas.
Cerca de Ubud se encuentra el pueblo de Pejang, donde está la Luna de Pejeng, el timbal de bronce más grande del mundo, forjado por el año 300 a. C. Otro destino turístico popular para los interesados en la cultura local es el complejo de templos del siglo XI Goa Gajah, también conocido como la «cueva del elefante».